# Фер Хејвен (Вермонт)
Фер Хејвен (енгл. Fair Haven) насељено је место без административног статуса у америчкој савезној држави Вермонт.

## Демографија
По попису из 2010. године број становника је 2.269, што је 166 (-6,8%) становника мање него 2000. године.
| Група             | 2000.         | 2010.         |
| Белци             | 2.378 (97,7%) | 2.185 (96,3%) |
| Афроамериканци    | 6 (0,2%)      | 7 (0,3%)      |
| Азијати           | 8 (0,3%)      | 9 (0,4%)      |
| Хиспаноамериканци | 21 (0,9%)     | 32 (1,4%)     |
| Укупно            | 2.435         | 2.269         |